# Рудольф фон Віллемос-Зум
Рудольф фон Віллемос-Зум (нім. Rudolf von Willemoes-Suhm; 11 вересня 1847, Глюкштадт, Шлезвіг-Гольштейн — 13 вересня 1875, поблизу Таїті) — німецький зоолог. Доктор наук. Автор описання нових таксонів.

## Біографія
Почав вивчати право в Боннському університеті, проте незабаром залишив Бонн, щоб вивчати зоологію в університеті Мюнхена під керівництвом професора Карла фон Зібольда. З квітня 1869 року навчався в університеті Геттінгена, де у 1870 році отримав ступінь доктора наук, захистивши дисертацію з анатомії і розвитку деяких паразитів.
У 1870 році переїхав до Кіля, разом з професором Карлом Купфером збирав зоологічні зразки в Кільський бухті.
З 1871 року читав лекції в університеті Мюнхена.
У 1872 році як зоолог взяв участь в данській експедиції на Фарерські острови на борту корабля «Phönix», і описав різних хребетних і поліхет, що мешкають на цих островах.
У тому році ж познайомився з Чарлзом Уайвілла Томсоном, ініціатором і науковим керівником навколосвітньої експедиції на судні «Челленджер». Він запропонував Р. Віллемосу-Зуму взяти участь в експедиції. Шлях експедиції становив близько 70 тис. морських миль. Під час неї Віллемос-Зум виявив декілька невідомих видів рачків .
На початку вересня 1875 року в районі Гавайських островів Рудольф Віллемос-Зум захворів бешихою і помер 13 вересня на борту «Челенджера» поблизу острова Таїті. За морським звичаєм був похований в морі.
На честь вченого названо рід ракоподібних Willemoesia з родини Polychelidae. Крім того, в його честь був названий острів Зум в архіпелазі Кергелен.